# Joe and Mac: Caveman Ninja
Joe and Mac : Caveman Ninja, ou Caveman Ninja, plus connu au Japon sous le titre Tatakae Genshijin : Joe and Mac (ジョーとマック 戦え原始人), est un jeu vidéo de plates-formes développé par Data East, sorti en 1991 sur borne d'arcade. Le jeu a été adapté sur diverses consoles et ordinateurs.

## Synopsis
Un Diablotin a enlevé toutes les filles du village, Joe et Mac partent à leur rescousse. Mais leur aventure sera semée d'embûches et de dinosaures en tous genres.

## Système de jeu
Le jeu est de type plateforme/aventure en 2D.
4 items pourront être trouvés dont la portée et la puissance sont propre à chacun:
- L'os
- La boule de feu
- Le boomerang
- La roue de pierre

Pour regagner de la santé, le héros devra utiliser les steaks ou ailes de poulet trouvés dans les niveaux , ou en éliminant des ennemis.
Les clefs trouvées dans certains niveaux permettront d'accéder à des niveaux bonus.